# 梅里爾 (密西西比州)
梅里爾（英語：Merrill）是位於美國密西西比州喬治縣的非建制地區。

## 歷史
梅里爾的郵局於1898年設立，其後於1960年停運。

## 地理
梅里爾所處的海拔為高於海平面16米（即52英呎），而該地所採用的時區為UTC-6，即北美中部時區（CST）。同時該地設有夏令時間，為UTC-6調快一小時，即UTC-5（CDT）。